# Bert Hoppmann
Albert Franz „Bert“ Hoppmann (* 4. Mai 1889 in Braunschweig; † 4. November 1949 in Berlin) war ein deutscher Künstler, der als Maler, Bühnenbildner und als Kostümbildner beim Film tätig war.

## Leben und Wirken
Der gebürtige Braunschweiger hatte als freiberuflicher Maler gearbeitet – seine Werke finden noch heute den Weg in den Handel – ehe er sich unmittelbar nach Ende des Ersten Weltkriegs ein weiteres Standbein als Theatermaler, schuf. Rasch wurde Hoppmann als künstlerischer Beirat des Landestheaters seiner Heimatstadt Braunschweig berufen verkürzte seinen Vornamen zu „Bert“ und begann nun auch, als Bühnenbildner (Ausstatter) bzw. Kostümbildner zu arbeiten. Seine Braunschweiger Bühnendekorationen fanden in der Presse mehrfach lobende Erwähnung. Aus Duisburg-Hamborn kommend, ging Bert Hoppmann 1932 für mehrere Spielzeiten als Ausstattungschef an das Breslauer Schauspielhaus.
Anschließend verließ Hoppmann die Bühnenwelt und begab sich nach Berlin, wo er – nach seinem ersten Filmkontakt 1932 als Mitautor des Kurzfilms Nur ein Viertelstündchen – ab 1938 regelmäßig als Kostümbildner tätig wurde. Für zum Teil prestigeträchtige Produktionen der UFA, der Terra, der Tobis und der Wien-Film sowie, ab 1940, bevorzugt für Münchens Bavaria-Film kreierte Hoppmann eine große Anzahl an bisweilen aufwändigen Kostümen mit historischem Hintergrund (so zu Carl Peters, Bismarck, Der unendliche Weg, Das Gesetz der Liebe). Nach dem Kriegsende 1945 fand Bert Hoppmann nur schwer Anschluss an das Filmgeschehen, 1949 schuf er die Kostüme für seine einzige Nachkriegsproduktion, den DEFA-Film Unser täglich Brot von Slatan Dudow. 
Hoppmann starb exakt ein halbes Jahr nach seinem 60. Geburtstag in der Charité an einer Hirnblutung.

## Filmografie
Als Kostümbildner (komplett)
- 1938: Kautschuk
- 1938: Die Hochzeitsreise
- 1939: Der Vorhang fällt
- 1939: Flucht ins Dunkel
- 1939: Kongo-Express
- 1939: Mutterliebe
- 1940: Bismarck
- 1940: Carl Peters
- 1941: Kameraden
- 1941: Geheimakte WB 1
- 1942: Der unendliche Weg
- 1943: Man rede mir nicht von Liebe
- 1943: Das Lied der Nachtigall
- 1944/49: Das Gesetz der Liebe
- 1949: Unser täglich Brot